# Grmovo
Gërmovë en albanais et Grmovo en serbe latin (en serbe cyrillique : Грмово) est une localité du Kosovo située dans la commune/municipalité de Viti/Vitina, district de Gjilan/Gnjilane (Kosovo) ou district de Kosovo-Pomoravlje (Serbie). Selon le recensement kosovar de 2011, elle compte 886 habitants.

## Démographie

### Évolution historique de la population dans la localité
| 1948 | 1953 | 1961 | 1971 | 1981 | 1991 | 2011 |
| ---- | ---- | ---- | ---- | ---- | ---- | ---- |
| 522  | 587  | 551  | 636  | 745  | 941  | 886  |

|  |

### Répartition de la population par nationalités (2011)
En 2011, les Albanais représentent 99,66 % de la population.